# Càrn Dearg (Loch Ossian)
Càrn Dearg är ett berg i Storbritannien.   Det ligger i kommunen Highland och riksdelen Skottland, i den nordvästra delen av landet, 600 km nordväst om huvudstaden London. Toppen på Càrn Dearg är 941 meter över havet, eller 290 meter över den omgivande terrängen. Bredden vid basen är 4,6 km. Càrn Dearg ingår i Beinn Pharlagain.
Terrängen runt Càrn Dearg är huvudsakligen kuperad. Trakten runt Càrn Dearg är nära nog obefolkad, med mindre än två invånare per kvadratkilometer. Omgivningarna runt Càrn Dearg är i huvudsak ett öppet busklandskap.